# Altinote carabaia
Altinote carabaia är en fjärilsart som beskrevs av Jordan 1910. Altinote carabaia ingår i släktet Altinote och familjen praktfjärilar. Inga underarter finns listade i Catalogue of Life.